# Sauveur Chiocca
Sauveur Chiocca (* 12. März 1929 in El Caillo, Venezuela; † 26. April 2015) war ein französischer Boxer. Er war französischer Meister der Berufsboxer im Weltergewicht.

## Werdegang
Sauveur Chiocca wurde in Venezuela als Sohn einer venezolanischen Indianerin und eines Korsen geboren. Er wuchs in Korsika auf und begann dort als Jugendlicher mit dem Boxen. Im Jahre 1950 wurde er Berufsboxer und bestritt seinen ersten Kampf am 16. November 1950 in Paris gegen Jean Kieny, den er nach Punkten gewann. Ein erster bemerkenswerter Sieg gelang ihm am 29. September 1951 in Ajaccio, als er den erfahrenen Serge Barthelemy, der schon mit einem Großteil der europäischen Elite der Mittelgewichtsboxer im Ring gestanden hatte, in der 7. Runde KO schlug. Dabei war Sauveur Chiocca im Grunde genommen kein KO-Schläger, sondern ein Supertechniker, der seine Kämpfe meist durch seine Geschmeidigkeit und Schnelligkeit gewann.
Seine nächsten Kämpfe bestritt Sauveur Chiocca mit wechselndem Erfolg alle in Frankreich. Am 6. Februar 1953 sorgte er aber in Göteborg für eine Überraschung, denn er besiegte dort den finnischen Ex-Europameister im Leichtgewicht Elis Ask über 8 Runden nach Punkten. Im nächsten Kampf trennte er sich am 24. Februar 1953 in Asnières-sur-Seine vom amtierenden Europameister im Weltergewicht Jacques Prigent in einem Nichttitelkampf unentschieden.
Sauveur Chiocca strebte daraufhin einen Kampf um die Europameisterschaft im Weltergewicht an. Er verlor aber gegen seinen Landsmann Hoacine Khalfi am 2. April 1953 in Lyon durch KO in der 7. Runde, womit ein solcher Kampf in weite Ferne rückte. Ende 1953 ging er deswegen in die Vereinigten Staaten, um dort sein Glück zu versuchen. Er kam dort in 11 Kämpfen zu sechs Siegen. Der stärkste Gegner, den er dort boxte war Al Andrews, dem er am 19. Juli 1954 in New York City gegenüberstand. Diesen wichtigen Kampf verlor Sauveur Chiocca nach Punkten und kehrte danach nach Frankreich zurück.
Am 22. Oktober 1954 besiegte er in Paris Ex-Europameister Gilbert Lavoine nach Punkten und erhielt am 19. Dezember 1954 die Chance gegen Valere Benedetto in Aix-en-Provence um die französische Weltergewichtsmeisterschaft zu boxen. Nach 12 Runden gewann Benedetto diesen Kampf und blieb damit französischer Meister.
In den nächsten Jahren kämpfte Sauveur Chiocca gegen den Großteil der europäischen Welter- und Mittelgewichtler. Am 24. April 1955 schlug er Idrissa Dione in Paris nach Punkten und unterlag am 24. November 1955 in Paris in einem weiteren Kampf um die französische Meisterschaft gegen Jacques Herbillon nach 12 Runden knapp nach Punkten. 1956 besiegte er in Paris Jacques Prigent, unterlag aber am 10. November 1956 in Mailand dem italienischen Europameister im Leichtgewicht Duilio Loi nach Punkten.
Von 1957 bis 1959 stand er auch öfters gegen deutsche Boxer im Ring. Am 27. Dezember 1957 kämpfte er dabei gegen Hans-Werner Wohlers unentschieden, unterlag am 7. Januar 1959 in Köln gegen Peter Müller nach Punkten, kämpfte am 14. März 1959 in Stuttgart gegen Rolf Peters unentschieden und besiegte am 7. August 1959 in Ajaccio Hans Häfner durch KO in der 3. Runde. Allerdings verlor Sauveur Chiocca in jenen Jahren auch wichtige Kämpfe, die ihm in seinem Bestreben zu einem Kampf um die Europameisterschaft zu kommen, immer wieder zurückwarfen. So verlor er am 18. Dezember 1959 in Rom gegen Bruno Visintin nach Punkten und unterlag am 2. Juni 1960 in Kopenhagen auch dem Dänen Christian Christensen nach Punkten.
Am 5. Dezember 1960 kämpfte er in Paris gegen Hippolyte Annex wieder um die französische Meisterschaft im Weltergewicht und wieder verlor er nach Punkten. Ein sehr bemerkenswertes Ergebnis brachte Sauveur Chiocca am 20. Februar 1960 in Pairs zustande. Er kämpfte gegen den berühmten Ungarn László Papp, ging mit diesem über die volle Rundenzahl und verlor nur nach Punkten.
Am 10. März 1962 wurde Sauveur Chiocca zwei Tage vor seinem 33. Geburtstag dann doch noch französischer Meister im Weltergewicht. Er besiegte am 10. März 1962 in Nizza Andre Davier nach Punkten. Am 1. Juni 1962 musste er aber diesen Titel durch eine Punktniederlage nach 12 Runde schon wieder an Jean-Baptiste Rolland abgeben.
Am 18. Dezember 1965 bestritt Sauveur Chiocca in Rom seinen letzten Kampf. Obwohl er vorher zwei Jahre lang pausiert hatte, gelang es ihm mit Bruno Visintin über die Zeit zu kommen und nur nach Punkten zu verlieren.
Danach beendete Sauveur Chiocca seine Boxerlaufbahn. Er hatte in vier Erdteilen gekämpft und dabei immer alles gegeben. Aus diesem Grunde war er auch einer der beliebtesten französischen Boxer. In seiner langen Laufbahn, in der er 124 Kämpfe bestritt, hat er nur zwei Kämpfe durch KO verloren.
Nach seiner Boxerlaufbahn betrieb Sauveur Chiocca mit seiner Ehefrau Colette ein Restaurant in Nizza.